# Cai Zhenhua
Cai Zhenhua, född den 3 september 1961 i Wuxi, Kina, är en kinesisk bordtennisspelare.
Vid världsmästerskapen i bordtennis 1983 i Tokyo tog han VM-guld i herrlag, VM-silver i herrsingel och VM-brons i mixeddubbel.
Två år senare vid världsmästerskapen i bordtennis 1985 i Göteborg tog han VM-guld i mixeddubbel och VM-brons i herrdubbel.